# Troglohyphantes milleri
Troglohyphantes milleri är en spindelart som först beskrevs av Josef Kratochvíl 1948.  Troglohyphantes milleri ingår i släktet Troglohyphantes och familjen täckvävarspindlar. Inga underarter finns listade i Catalogue of Life.